# Теофілівка (Тернопільський район)
Теофі́лівка — село в Україні, у Великогаївській сільській громаді Тернопільського району Тернопільської області.  До 2015 року підпорядковане Скоморохівській сільській раді.
Від вересня 2015 року ввійшло у склад Великогаївської сільської громади. Розташоване в центрі району.
Розташоване за 20 км від м. Тернопіль і 2 км від найближчої залізничної станції Прошова.

## Історія
Виникло на початку XX ст. Перша письмова згадка — 1920 рік.
Назва походить, імовірно, від імені першопоселенця Теофіля.
Діяло товариство «Просвіта».
Упродовж 1934–1939 років Теофілівка, як і Скоморохи, належала до ґміни Баворів.
Під час німецько-радянської війни в Червоній армії загинув Михайло Грабовський, Михайло Янковський пропав безвісти. У другій половині 1940-х рр. репресій зазнали Євгенія Голубцова (Туранська) і Ганна Ситник (Дяків).
1 вересня 1947 р. поблизу хутора Теофілівка відбувся бій між трьома вояками УПА та більшовиками.
12 червня 2020 року, відповідно до розпорядження Кабінету Міністрів України № 724-р «Про визначення адміністративних центрів та затвердження територій територіальних громад Тернопільської області» увійшло до складу Великогаївської сільської громади.
19 липня 2020 року, в результаті адміністративно-територіальної реформи та ліквідації Тернопільського району, село увійшло до складу новоутвореного Тернопільського району.

## Релігія
Є церква св. Димитрія (переобладнана на початку 2000-х рр. із приміщення колишньої школи).

## Пам'ятки
Насипана могила борцям за волю України (1990-і рр.).

## Господарство
Земельні паї орендує ПП «Агрофірма “Медобори”».

## Населення
Дворів — 26.
За переписом населення України 2001 року в селі мешкало 78 осіб. 100 % населення вказало своєю рідною мовою українську мову.
| Чисельність населення, чол. | Чисельність населення, чол. | Чисельність населення, чол. | Чисельність населення, чол. | Чисельність населення, чол. | Чисельність населення, чол. | Чисельність населення, чол. | Чисельність населення, чол. | Чисельність населення, чол. | Чисельність населення, чол. | Чисельність населення, чол. |
| 1921                        | 1931                        | 1938                        | 1959                        | 1970                        | 1979                        | 1989                        | 2001                        | 2007                        | 2014                        | 2016                        |
| --------------------------- | --------------------------- | --------------------------- | --------------------------- | --------------------------- | --------------------------- | --------------------------- | --------------------------- | --------------------------- | --------------------------- | --------------------------- |
|                             |                             |                             |                             |                             |                             |                             |                             | 81                          | 72                          |                             |

## Світлини

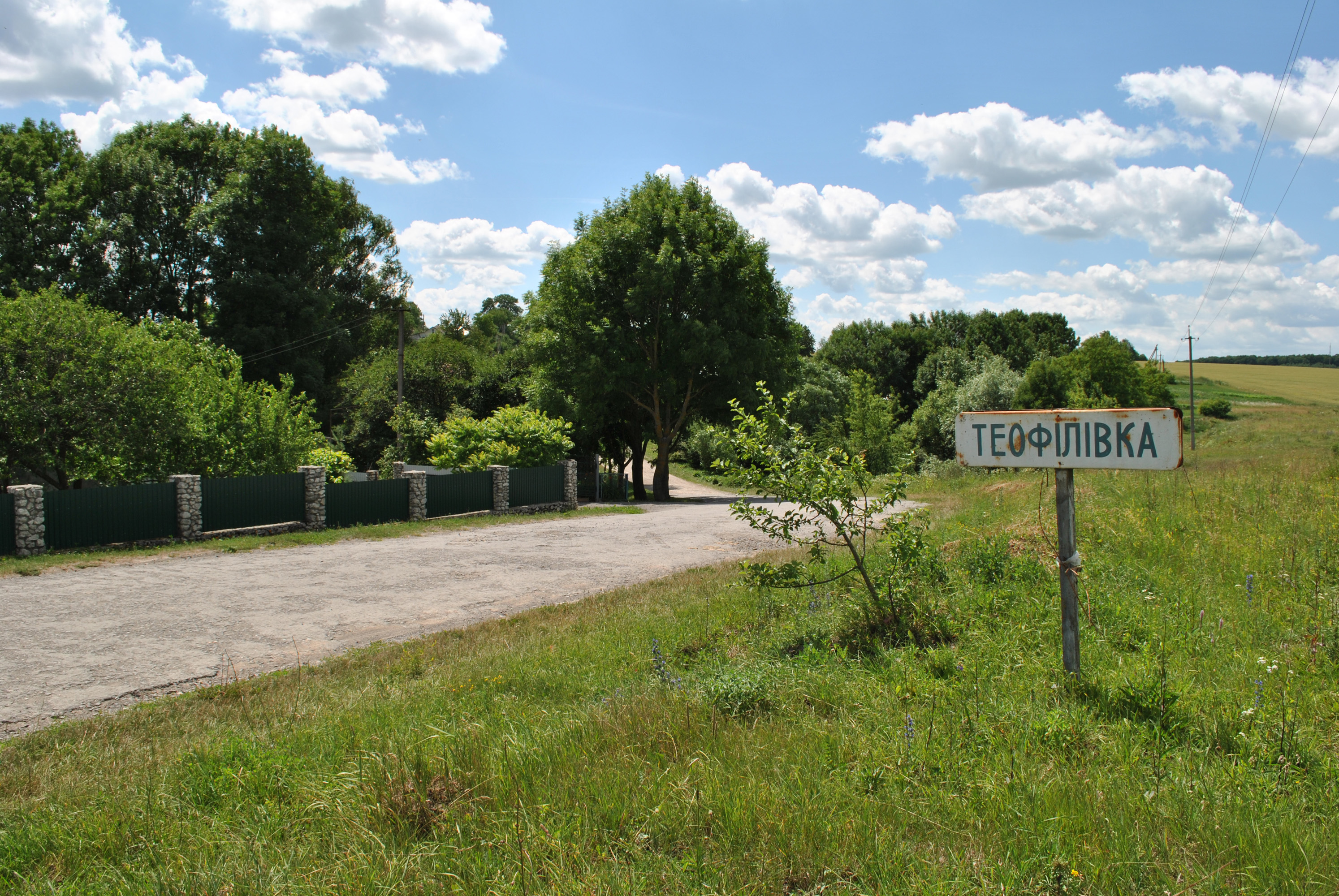
Початок села
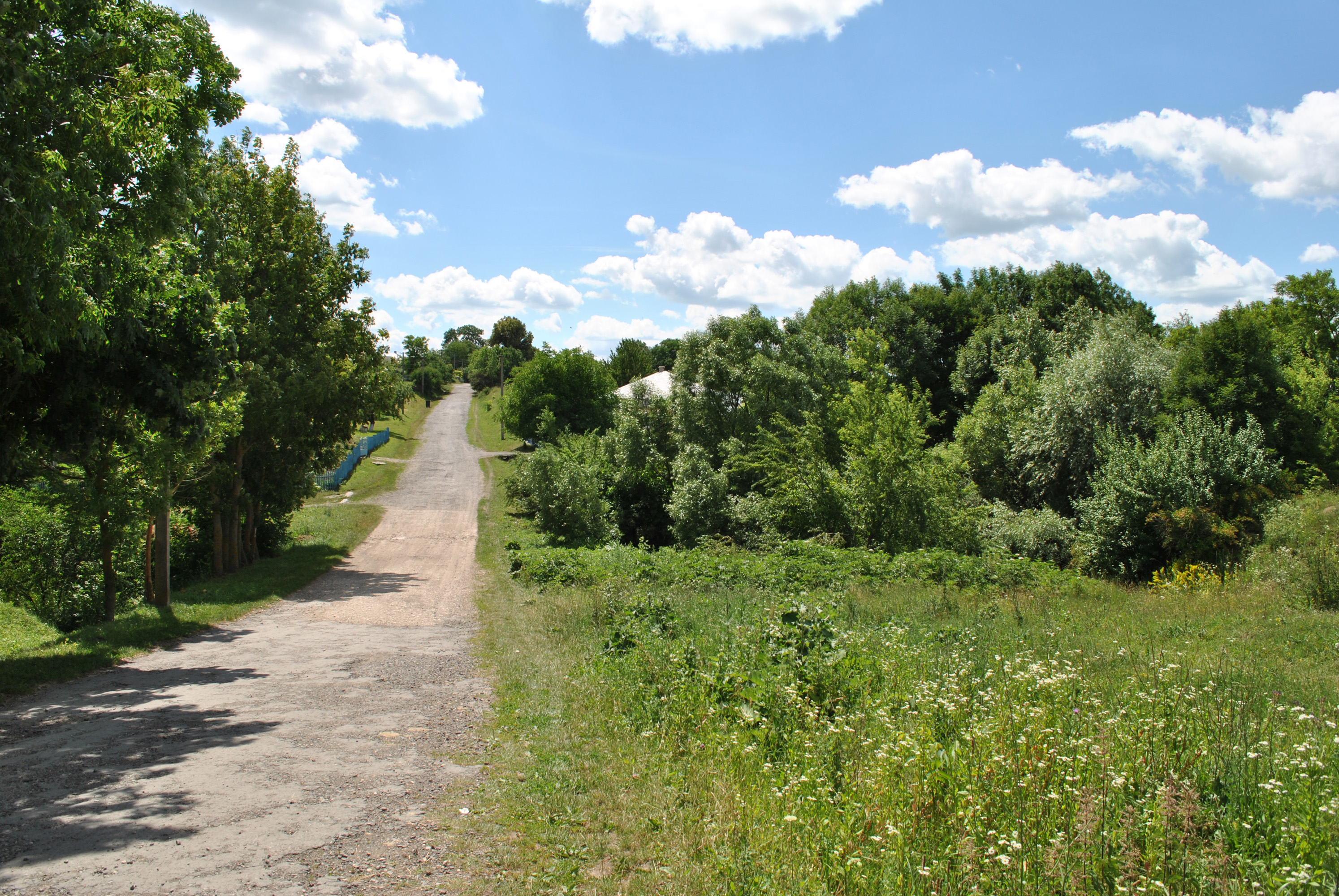
Головна  вулиця  села (вул. Возз'єднання)
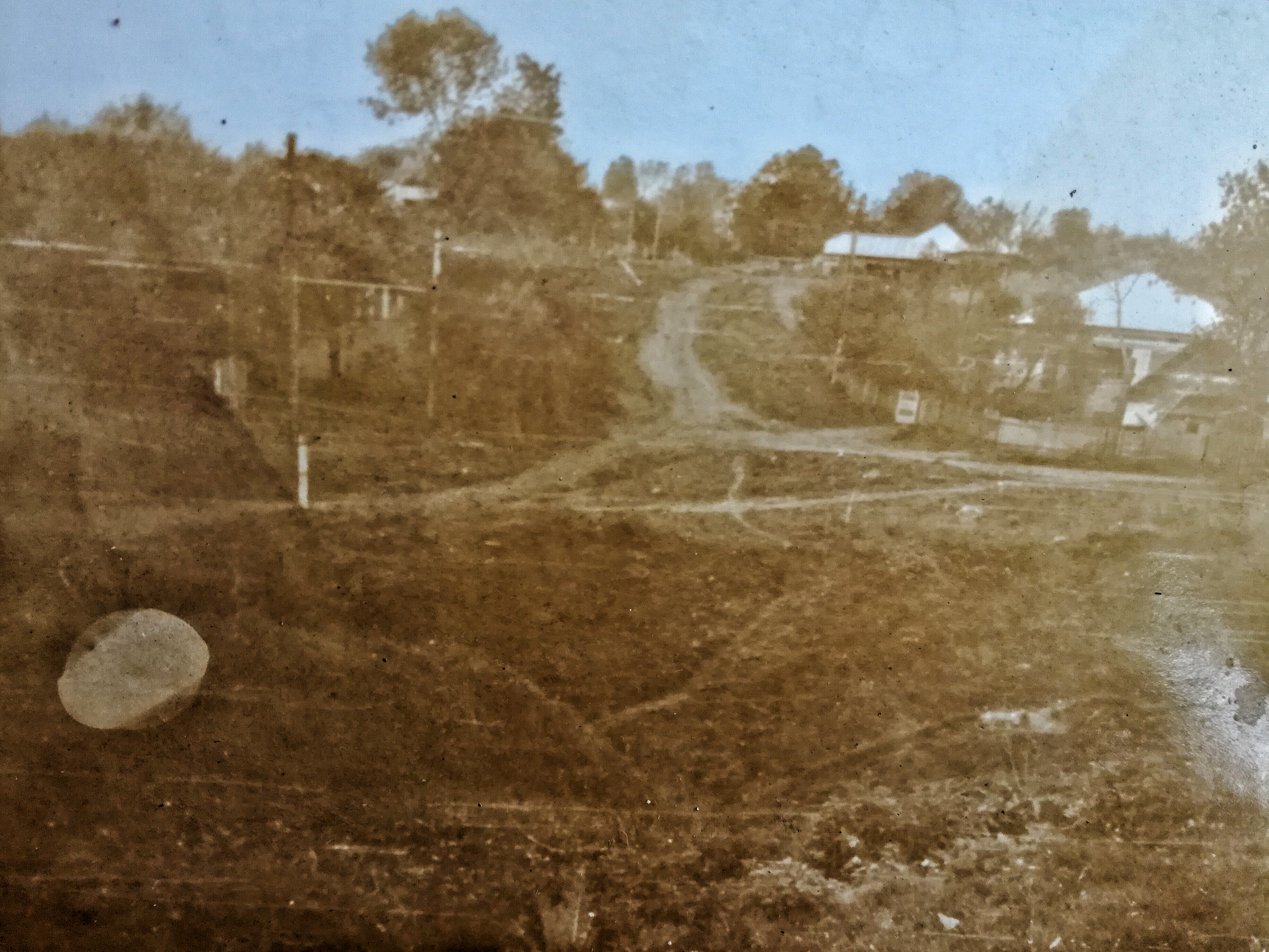
Вулиця Возз'єднання 1989-1991 роки
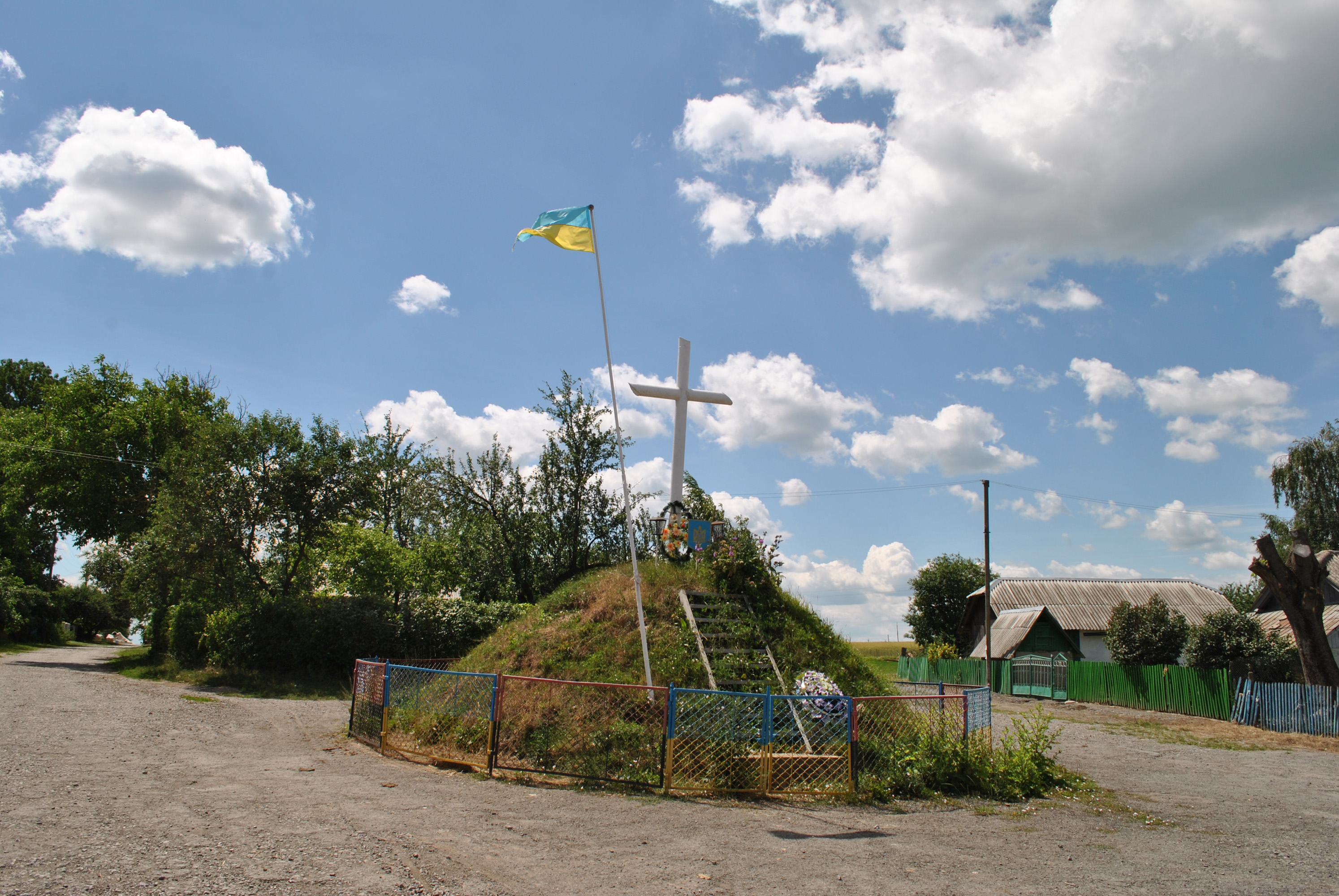
Могила борцям за волю України
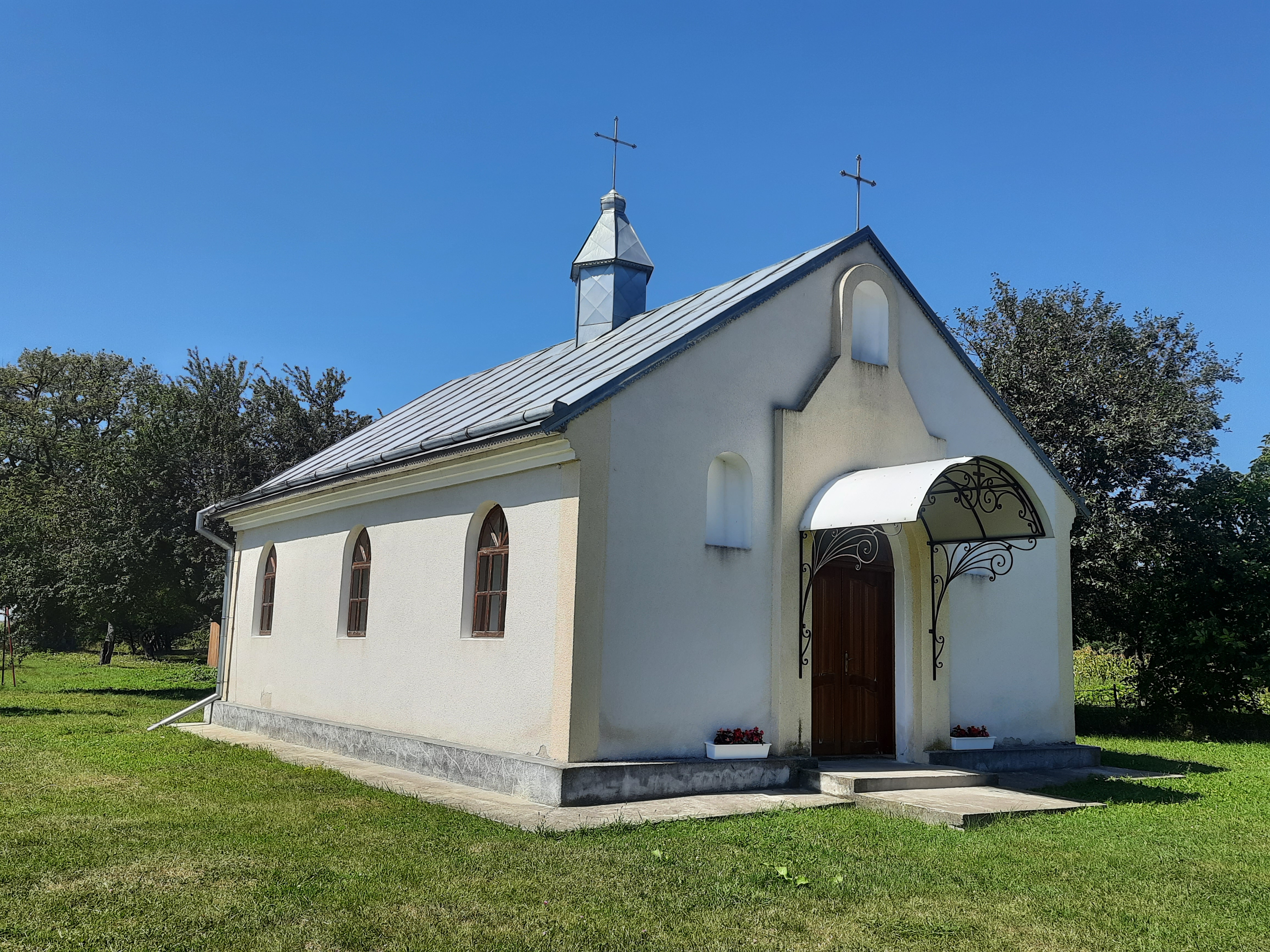
Церква Святого Димитрія
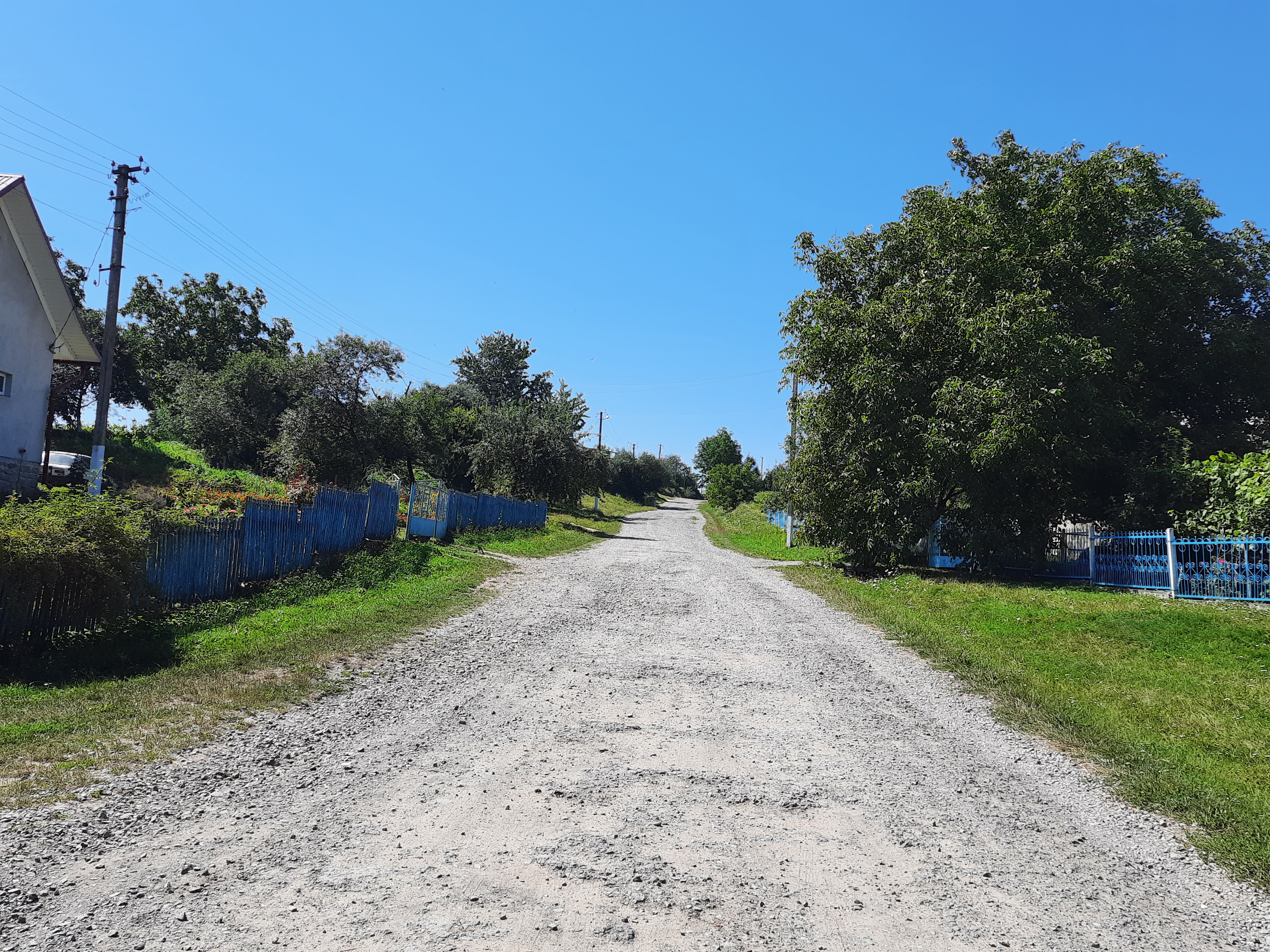
Сільська вулиця